# Microporella micropora
Microporella micropora är en mossdjursart som beskrevs av Tilbrook 2006. Microporella micropora ingår i släktet Microporella och familjen Microporellidae. Inga underarter finns listade i Catalogue of Life.